# 14491 Hitachiomiya
14491 Hitachiomiya eller 1994 VY2 är en asteroid i huvudbältet som upptäcktes den 4 november 1994 av de båda japanska astronomerna Kazuro Watanabe och Kin Endate vid Kitami-observatoriet. Den är uppkallad efter den japanska staden Hitachiōmiya.
Asteroiden har en diameter på ungefär 5 kilometer.